# إسحاق بن يزيد بن أبي عبيدة بن الجراح
هو التابعي أسحاق بن يزيد بن أبوعبيدة الفهري القرشي
من أحفاد الصحابي أمين الأمة الإسلامية أبوعبيدة بن الجراح
ومن تلاميذ الصحابي أنس بن مالك

## ولادته ونشأته وحياته
ولد سنة 35هـ في مصر ثم ذهب إلى البصره لكي يتعلم من أنس بن مالك الدين ولما توفي أنس بن مالك ذهب غزة وتزوج هناك
وانجب المأمون والي غزة

## نسبه
هو أسحاق بن يزيد بن أبي عبيدة بن الجراح بن هلال  بن أهيب بن ضبة بن  الحارث  بن  فهر بن  مالك بن  قريش  بن  كنانة بن  خزيمة  بن  مدركة بن  إلياس  بن  مضر  بن  نزار بن  معد  بن  عدنان.

## أسرته
تزوج من امرأة في غزة وأنجب منها ولدين وبنتاً
الذكور: محمد والمأمون (والي عزة)
الإناث: خديجة

## وفاته
توفي سنه90هـ حيث ذهب في رحله إلى مصر الأسكندرية وتوفي هناك مسموماً ودفن هناك